# Heinrich Brandt
Heinrich Brandt (8 de noviembre de 1886, Feudingen - 9 de octubre de 1954, Halle, Sajonia-Anhalt) fue un matemático alemán, el prime en desarrollar el concepto de grupoide.
Estudió matemática en la Universidad de Gotinga y entre 1910 y 1913 en la de Estrasburgo. En 1912 obtuvo un doctorado (Dr. phil. Universität Straßburg 1912 Dissertation: Zur Komposition der quaternären quadratischen Formen Advisor: Heinrich Weber). Desde 1913 fue asistente en TH Karlsruhe. Dictó geometría y matemática aplicada desde 1921 en TH de Aquisgrán, y, desde 1930, cátedra de matemáticas en la Universidad de Halle.
Una matriz de Brandt es una manera computacional de describir la acción del operador de Hecke sobre las series theta como formas modulares. La teoría fue desarrollada en parta por Martin Eichler, un estudiante de Brandt y da una aproximación algorítmica para el cálculo de series theta que generan espacios de formas modulares. La teoría es conocida ahora como la de módulos de Brandt.